# Olingobjörnar
Olingobjörnar (Bassaricyon) är ett släkte rovdjur i familjen halvbjörnar som förekommer i Central- och Sydamerika. I släktet finns sex arter, inklusive den nyligen (2013) dokumenterade olinguiton.

## Utseende

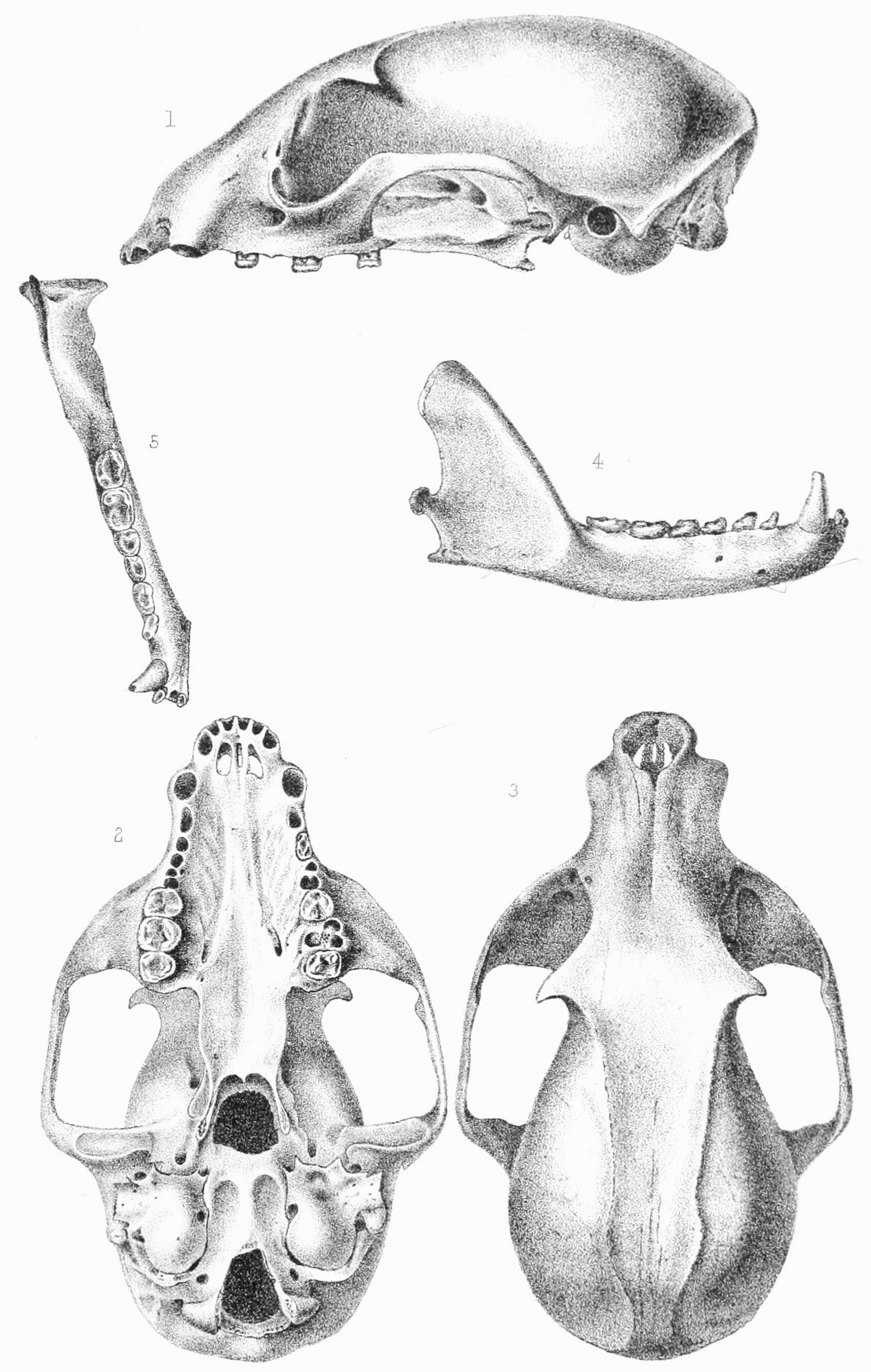
Skalle av Bassaricyon gabbii.

Dessa djur har en långsträckt kropp, korta extremiteter och en lång svans. Pälsen är på ovansidan grå- eller brunaktig och på undersidan ljusare, ofta gul- eller vitaktig. På ovansidan förekommer ofta inslag av rosa och glest fördelade hår med svarta spetsar. Huvudet kännetecknas av en spetsig nos, små avrundade öron och jämförelsevis stora ögon. Den yviga och lite avplattade svansen har otydliga ringformiga mönster. I motsats till veckelbjörnen, kan de inte använda svansen som gripverktyg. Honans två spenar ligger vid ljumsken. Olingobjörnar når en kroppslängd (huvud och bål) mellan 35 och 48 centimeter, en svanslängd av 40 till 48 centimeter och en vikt mellan 1 och 1,5 kilogram.

## Utbredning och habitat
Släktets utbredningsområde sträcker sig från Nicaragua till Bolivia och norra Brasilien. Olingobjörnar lever i tropisk regnskog upp till 2 000 meter över havet.

## Levnadssätt
Arterna i släktet är aktiva på natten och lever i träd. På dagen vilar de i ett näste som byggs med löv och som göms i trädens håligjeter. Oligobjörnar har särskilt god förmåga att klättra och kan även hoppa upp till 3 meter till en lägre gren. Individerna lever antingen ensamma eller i par; ibland bildar de grupper med andra djur som nattapor, veckelbjörnar och pungråttor. Reviret markeras med urin men troligen inte för att avgränsa det mot artfränder. Däremot var hannar i fångenskap aggressiva mot varandra.

### Föda
Dessa djur äter huvudsakligen frukter men livnär sig i större utsträckning än veckelbjörnen av animalisk föda som insekter och mindre ryggradsdjur.

### Fortplantning
Det saknas fortfarande information om olingobjörnarnas sätt att fortplanta sig. Efter dräktigheten som varar i ungefär 75 dagar föder honan en enda unge. Ungdjuret öppnar efter en månad ögonen för första gången, börjar efter två månader med fast näring och är efter cirka två år könsmoget. Livslängden i naturen uppskattas till 10 år. Djur i fångenskap blev upp till 25 år gamla eller lite äldre.

## Systematik och arterna

### Yttre systematik
Historiskt antogs veckelbjörnen vara olingobjörnarnas närmaste släkting och de listades tillsammans i underfamiljen Potosinae. Enligt en revision från 2013 är olingobjörnar närmast släkt med näsbjörnar av släktet Nasua. Avgränsningen från den gemensamma anfadern skedde för cirka 10,2 miljoner år sedan.

### Inre systematik
Vissa zoologer räknar alla populationer av olingobjörnar till en enda art, Bassaricyon gabbii, men oftast har fem arter brukat skiljas åt:
- Allens olingo (Bassaricyon alleni) lever i västra Sydamerika (Ecuador, Peru och västra Bolivia).
- Bassaricyon beddardi finns i Guyana och i vissa regioner av Venezuela och Brasilien.
- Bassaricyon gabbii förekommer i Nicaragua, Colombia och Ecuador.
- Bassaricyon lasius hittas bara i södra Costa Rica. IUCN listar arten som starkt hotad (endangered).
- Bassaricyon pauli lever i ett mindre område i västra Panama. Listas likaså som starkt hotad.

I augusti 2013 beskrevs en sjätte art i släktet, olinguito (Bassaricyon neblina). Den lever över 1500 m ö.h., i bergsskogar i Ecuador och Colombia.
I samma revision är Bassaricyon beddardi, Bassaricyon lasius och Bassaricyon pauli inte godkända som arter. Istället listas Bassaricyon medius som fjärde art i släktet.

## Status
Arterna undviker förändrade skogar och de hotas därför av habitatförstöring. IUCN godkänner fyra arter och listar olinguito som nära hotad (NT) samt Bassaricyon alleni och Bassaricyon gabbii som livskraftiga (LC). Som fjärde art listar verket Bassaricyon medius som livskraftig.